# 三門仔巴士總站
三門仔巴士總站（英文：Sam Mun Tsai Bus Terminus）是新界大埔區的巴士總站，位於三門仔路末近三門仔，現時有1條專綫小巴路線以此為總站，另有1條巴士路線途經。

## 總站路線資料（專線小巴）

### 新界區專線小巴20K線
- 大埔墟站 ↔ 三門仔

往大埔墟站的小巴路線，路線基本上跟九巴74K線相若，但不途經香港教育學院及大埔中心。

## 途經路線資料（巴士）

### 九龍巴士74K線
- 大埔墟站 ↺ 三門仔（經香港教育大學）

是往大埔墟鐵路站的巴士路線，因客量問題，於1991年6月尾改為只於繁忙時間服務，直至2011年12月19日再次改為全日服務，並繞經香港教育大學。

## 使用狀況
原本專線小巴20K線的主要目的是輔助兩邊同樣總站的九龍巴士74K線，但專線小巴以頻密班次及平行路線，搶走了不少74K的乘客，最終令74K於1991年6月25日縮減至每日上下午繁忙時間行走，20K便成為三門仔村民往來大埔墟及接駁港鐵東鐵綫的主要路線。直至2011年12月19日，因74K線與275及275S線合併，74K才再次提升至全日服務。

## 外部連結
- 九巴（页面存档备份，存于）